# Anna Krölin
Anna Krölin (* 1538 in Augsburg; † 10. August 1589 ebenda) war eine deutsche Franziskanerin.
Krölin trat 1563 in den Orden ein. 1567 wurde sie zur Meisterin des Klosters Maria Stern. Dem Kloster, das nach den Wirren der Reformation und zeitweiser Schließung überaltert war, bescherte sie neuen Zulauf. Sie ließ die Klosterkirche neu errichten (1574–1576) und gewann dafür den angesehenen Baumeister der Fugger Johannes Holl. Auch das Konventgebäude wurde erneuert. Als sie 1589 starb, hinterließ sie die Ordensgemeinschaft gefestigt. Sie wurde in der Gruft der Klosterkirche beigesetzt.